# Richard Maltby Jr.
Richard Eldridge Maltby Jr. (Ripon, 6 ottobre 1937) è un regista teatrale, paroliere e sceneggiatore statunitense.

## Biografia
Richard Maltby Jr. nacque a Ripon, figlio di Virginia Hosegood e Richard Maltby Sr. Dopo gli studi a Yale, alcune delle sue canzoni cominciarono ad essere usate in riviste a Broadway, a partire da New faces of 1968, che comprendeva il brano "The Girl of the Minute", scritto a quattro mani con David Shire. Debuttò a Broadway in veste di regista nel 1978 con il musical Ain't Misbehavin' , mentre nel 1985 vi fece il suo esordio da produttore con Blood Knot. Nel 1986 fu regista e co-paroliere del musical Song and Dance, mentre nel 1989 fu paroliere di Miss Saigon. Nel 1999 tornò a Broadway per dirigere il musical Fosse, per poi proseguire l'attività di regista e paroliere con i musical Ring of Fire (2006) e The Pirate Queen (2007).
Nel 1978 vinse il Tony Award alla miglior regia di un musical per Ain't Misbehavin' e nel corso della sua carriera vinse anche un Premio Laurence Olivier e un Outer Critics Circle Award, oltre a ricevere altri dieci candidature ai Tony Award e una al Grammy Award nel 1977.
Maltby è stato sposato due volte. Dal primo matrimonio con Barbara Black Sudler ha avuto i figli Nicholas e David, mentre dal secondo con Janet Brenner ha avuto Jordan, Emily e Charlotte.

## Filmografia

### Sceneggiatore
- Miss Potter, regia di Chris Noonan (2006)